# Sweet Revenge (album Amandy Lear)
Sweet Revenge – album francuskiej piosenkarki Amandy Lear, wydany w 1978 roku.

## Ogólne informacje
Sweet Revenge był drugim albumem w dorobku piosenkarki. Podobnie jak w przypadku poprzedniego wydawnictwa, tak i przy tej płycie Amanda Lear współpracowała z Anthonym Monnem. Wyprodukował on album, z kolei za warstwę tekstową odpowiedzialna była Amanda.
Płyta zawierała 9 piosenek, z których pierwsze pięć tworzyło jeden nieprzerwany set oraz stanowiło – jak napisała na okładce płyty sama artystka – „historię dziewczyny, która sprzedała swoją duszę Szatanowi, lecz wygrała”. W pierwszej piosence, „Follow Me”, bohaterka zostaje kuszona przez Szatana. W drugiej („Gold”) wypowiada swoje pierwsze życzenie: chce być sławna i bogata. Następnie zwraca się do matki po radę („Mother Look What They’ve Done to Me”), która każe jej uciekać („Run Baby Run”). Wreszcie dziewczyna zwycięża nad Szatanem, wybierając miłość w „Follow Me (Reprise)”.
Płyta stała się wielkim hitem w całej Europie i zarazem najpopularniejszą płytą Amandy Lear. W Niemczech uzyskała status złotej, a pierwszy singel, „Follow Me”, stał się największym hitem piosenkarki. Sama Amanda Lear podaje Sweet Revenge jako ulubioną płytę ze wszystkich jakie nagrała.
W 1992 roku wytwórnia Ariola reedytowała album na płycie CD. W przeciwieństwie do LP, gdzie wszystkie piosenki ze strony A tworzyły jeden muzyczny set, aczkolwiek były oddzielnymi ścieżkami na płycie, na edycji kompaktowej piosenki te zgrane są także w jedną ścieżkę na dysku.

## Lista utworów

### Wersja winylowa
Strona A:
| 1. | „Follow Me”                           | 3:50  |
|    |                                       |       |
| 2. | „Gold”                                | 3:45  |
|    |                                       |       |
| 3. | „Mother Look What They’ve Done to Me” | 4:32  |
|    |                                       |       |
| 4. | „Run Baby Run”                        | 3:45  |
|    |                                       |       |
| 5. | „Follow Me (Reprise)”                 | 3:40  |
|    |                                       |       |
|    |                                       | 19:32 |
|    |                                       |       |
Strona B:
| 1. | „Comics”                           | 3:40  |
|    |                                    |       |
| 2. | „Enigma (Give a Bit of Mmh to Me)” | 5:08  |
|    |                                    |       |
| 3. | „The Stud”                         | 4:02  |
|    |                                    |       |
| 4. | „Hollywood Flashback”              | 4:31  |
|    |                                    |       |
|    |                                    | 17:21 |
|    |                                    |       |

### Wersja CD
| 1. | „Follow Me”/„Gold”/„Mother Look What They’ve Done to Me”/„Run Baby Run”/„Follow Me (Reprise)” | 19:44 |
|    |                                                                                               |       |
| 2. | „Comics”                                                                                      | 3:40  |
|    |                                                                                               |       |
| 3. | „Enigma (Give a Bit of Mmh to Me)”                                                            | 5:08  |
|    |                                                                                               |       |
| 4. | „The Stud”                                                                                    | 4:02  |
|    |                                                                                               |       |
| 5. | „Hollywood Flashback”                                                                         | 4:33  |
|    |                                                                                               |       |
|    |                                                                                               | 37:07 |
|    |                                                                                               |       |

## Pozycje na listach
| Kraj     | Pozycja |
| -------- | ------- |
| Austria  | 8       |
| Francja  | 17      |
| Holandia | 9       |
| Niemcy   | 4       |
| Włochy   | 9       |

## Single z płyty
- 1978: „Follow Me”
- 1978: „Run Baby Run”
- 1978: „Enigma (Give a Bit of Mmh to Me)”
- 1978: „Gold”